# Северный болотный лемминг
Северный болотный лемминг (лат. Synaptomys  borealis) — небольшой североамериканский лемминг, один из двух видов рода Synaptomys. В целом, ареалы северного и южного болотного леммингов хорошо разобщены и перекрываются крайне незначительно в юго-западной Манитобе и на крайнем северо-востоке Миннесоты, на крайнем юго-востоке полуострова Лабрадор и в Нью-Брансуике и на севере штата Мэн.

## Описание
Хотя ареалы двух видов болотных леммингов перекрываются, никакой интерградации (никаких переходов) в их отличительных признаках не обнаружено. Различаются они преимущественно по особенностям строения коронок коренных зубов.
Этот вид выглядит как типичная полёвка с коротким хвостом. Короткий хвост опушен столь короткими волосками, что выглядит более тонким и «голым», чем у многих полёвок, например, у Microtus miurus. Ушные раковины покрыты редкими волосками. Порция волос прикрывающих наружное ухо яркая, отличается по цвету от окружающей шерсти. Боковые железы у старых самцов часто отмечены порциями белых волос. В отличие от южного лемминга, самки северного имеют 4 пары сосков: 2 грудные и 2 паховые.
Окраска спины варьирует от серовато-коричневой до каштаново-коричневой в зависимости от подвида. Сообщалось, что когти на средних пальцах у этого вида увеличиваются к зиме.
Длина тела (выборка из Скалистых гор) 122—140 (129) мм, хвост — 20—27 (23) мм, стопа — 18—21 (19) мм, средний вес около 33 грамм.
Задненёбные ямки разделены узким костным мостиком, Резцы довольно узкие, с отчетливым М-образным строением режущего края, за счет продольной полоски по внешней поверхности резца. Нижние коренные с редуцированными наружными треугольными петлями. Средняя пара петель на всех трёх нижних резцах и на M3 слита. Отложений цемента в наружных углах M1 нет.

## Распространение и места обитания
Несмотря на широкий ареал от запада Аляски до Лабрадора, канадский териолог Фрэнк Бэнфилд считал северного болотного лемминга одним из наименее изученных животных Канады — он необычен на северо-западе этой страны и редок на востоке. Изолированная популяция обитает к югу от реки Святого Лаврентия в северных Аппалачах. В горы этот вид поднимается до высоты до 2300 метров.
Этот вид заселяет преимущественно сфагновые болота с багульником и чёрной елью. Но он также может присутствовать в ельниках-зеленомошниках, на влажных субальпийских лугах и в альпийской тундре. Мелкий и бледно окрашенный подвид S. b. artemisiae Anderson, 1932 заселяет сухие полынные (sagebrush) склоны в южной части Оканаганской долины в Британской Колумбии.

Описано довольно много подвидов, число которых при дальнейших исследованиях, по мнению Бэнфилда, может сократиться. 
- Synaptomys borealis artemisiae Anderson, 1932
- Synaptomys borealis borealis Richardson, 1932
- Synaptomys borealis chapmani J. A, Allen, 1903
- Synaptomys borealis dalli Merriam, 1896
- Synaptomys borealis innuits (True, 1894)
- Synaptomys borealis medioximus Bangs, 1900
- Synaptomys borealis smithi Anderson et Rand, 1932
- Synaptomys borealis sphangicola Preble, 1899
- Synaptomys borealis wrangeli Merriam, 1896

## Образ жизни
По образу жизни сходен с южным болотным леммингом. Копает короткие норы, использует тропки и дорожки, которые прогрызает в плотной растительности. Строит круглые гнёзда из стеблей и листьев злаков, располагающиеся под землёй летом, и на поверхности земли под снегом зимой. Активность круглосуточная и круглогодичная.
Пища состоит из злаков и полыни, стебли которых они разгрызают на короткие кусочки и которые кучками скапливаются вдоль их дорожек. Поедает растения из рода камнеломок (Saxifraga) и лапчатки (Potentilla). Остатки этих растений можно было обнаружить в экскрементах северных болотных леммингов. Предположительно, они также хорошо переносят разновидность кальмии (Kalmia), которая ядовита для других позвоночных. Иногда едят мелких моллюсков, таких как улитки.

## Размножение
Сезон размножения с мая по август. Самки леммингов приносят два или три помёта за сезон. Число детёнышей в выводке от 2 до 8, в среднем 4. Предполагаемая продолжительность беременности 3 недели. Половая зрелость наступает через 5-6 недель. Самки могут снова спариваться всего через день после рождения потомства. Популяции леммингов переживают трех- или четырехлетний цикл подъема и спада.

## Статус, угрозы и охрана
Предполагается, что ареал этих животных сокращается в некоторых районах из-за потери среды обитания в водно-болотных угодьях.
Они внесены в список «Особые виды, вызывающие особую озабоченность» для защиты и сохранения штатом Миннесота
МСОП классифицирует северного болотного лемминга как вид, вызывающий наименьшее беспокойство. Хотя этот вид редок, он имеет большой ареал и присутствует на нескольких охраняемых территориях. Серьёзных угроз его существованию нет.